# Slayton
Slayton è una città degli Stati Uniti d'America, situata in Minnesota, nella Contea di Murray, della quale è il capoluogo.